# Robert Anderson (Scotland Yard)
Pour les articles homonymes, voir Robert Anderson et Anderson.
 (juin 2024).
Si vous disposez d'ouvrages ou d'articles de référence ou si vous connaissez des sites web de qualité traitant du thème abordé ici, merci de compléter l'article en donnant les références utiles à sa vérifiabilité et en les liant à la section « Notes et références ».
Robert Anderson (29 mai 1841 – 15 novembre 1918) fut l'assistant du commissaire du bureau d’investigation criminelle (CID, pour Criminal Investigating Departement) de Scotland Yard au moment des faits et était l'officier chargé directement de l'enquête sur Jack l'Éventreur.
Au moment de sa nomination, il était en vacances en Suisse et les meurtres de Whitechapel firent tellement de bruit qu'il choisit de s'installer à Paris pour la suite de ses vacances et être ainsi en relation avec son bureau. C'était insuffisant et il dut revenir à Londres. Sir Robert Anderson écrivit un chapitre (le neuvième) dans son mémoire The Lighter Side of my Official Life consacré à l'affaire de l'Éventreur. Il y disait aussi que : « Il n'a pas besoin d'être un Sherlock Holmes pour savoir que le criminel était un maniaque sexuel d'un type virulent, qu'il vivait dans l'aire où les crimes ont été commis et que, s'il ne vivait pas complètement seul, ses proches, connaissant sa culpabilité, refusèrent de le dénoncer à la police. » À la fin du chapitre neuf, il disait : « Si je dis que le criminel était un juif polonais, je ne fais que mentionner un fait avéré. » Dans l'enquête qu'il mena, un témoin juif-polonais identifia sans hésitation le suspect quand il fut confronté à lui. Le suspect était lui aussi un juif polonais et le témoin ne souhaita pas témoigner contre lui pour cette raison. Selon Anderson, si la police anglaise avait eu les mêmes pouvoirs que la police française, Jack l'Éventreur aurait été traduit en justice.